# Bruno Meissner
Pour les articles homonymes, voir Meissner.
Bruno Meissner ou Meißner, né le 25 avril 1868 à Graudenz et mort le 13 mars 1947 à Zeuthen, est un archéologue et orientaliste allemand, spécialiste d'assyriologie.

## Carrière
Bruno Meissner étudie à l'université de Leipzig, puis à Berlin et à Strasbourg. Il devient doctor philosophiæ à Berlin en 1892, puis Privatdozent de l'université de Halle en 1895.
Bruno Meissner est professeur à l'université de Breslau de 1904 à 1921. En 1921, il est nommé professeur ordinaire d'assyriologie et de sémitistique à l'université de Berlin. Si Meissner est avant tout philologue, il s'intéresse aussi à l'historiographie, au droit et à l'archéologie du Proche-Orient. Son œuvre maîtresse est publiée en deux volumes en 1920 et en 1925 et s'intitule Babylonien und Assyrien. Elle donne un aperçu de la civilisation mésopotamienne, notamment à partir de traductions de textes cunéiformes. Il atteint une renommée internationale avec la parution en 1940 de Studien zum Bît Hilâni im Nordpalast Assurbanaplis zu Ninive, en collaboration avec Dietrich Opitz.
Le professeur Meissner est à l'initiative du Reallexikon der Assyriologie qu'il publie avec d'autres spécialistes. Le fameux dictionnaire d'akkadien de Wolfram von Soden s'est servi en partie des travaux de Bruno Meissner.
En plus de ses recherches, Bruno Meissner s'intéressait parallèlement à la botanique.

## Travaux
- Aus dem altbabylonischen Recht. Hinrichs, Leipzig 1903 (Der Alte Orient, 7. Jahrgang, Heft 1)
- Kurzgefaßte assyrische Grammatik. Hinrichs, Leipzig 1907 (Hilfsbücher zur Kunde des Alten Orients, vol. 3)
- Assyrische Jagden. Auf Grund alter Berichte und Darstellungen geschildert. Hinrichs, Leipzig 1911 (Der Alte Orient, 13. Jahrgang, Heft 2)
- Die Keilschrift. Göschen, Berlin-Leipzig 1913 (Sammlung Göschen 708); 2e édition 1922
- Grundzüge der altbabylonischen Plastik. Hinrichs, Leipzig 1914 (Der Alte Orient, 15. Jahrgang, Heft 1/2)
- Grundzüge der babylonisch-assyrischen Plastik. Hinrichs, Leipzig 1914 (Der Alte Orient, 15. Jahrgang, Heft 3/4)
- Assyriologische Forschungen 1. Brill, Leiden 1916 (Altorientalische Texte und Untersuchungen, vol. 1, 1)
- Das Märchen vom weisen Achiqar. Hinrichs, Leipzig 1917 (Der Alte Orient, 16. Jahrgang, Heft 2)
- Die Kultur Babyloniens und Assyriens. Quelle & Meyer, Leipzig 1925 (Wissenschaft und Bildung, vol. 207)
- Die babylonisch-assyrische Literatur. Akademische Verlagsgesellschaft Athenaion, Potsdam 1928 (Handbuch der Literaturwissenschaft, Handbücher der Kunst- und Literaturgeschichte des Orients)
- Beiträge zur altorientalischen Archäologie. Harrassowitz, Leipzig 1934 (Mitteilungen der Altorientalischen Gesellschaft, Bd. 8, H. 1/2)
- Studien zum Bît Hilâni im Nordpalast Assurbanaplis zu Ninive. (avec Dietrich Opitz), de Gruyter, Berlin 1940 (Abhandlungen der Preußischen Akademie der Wissenschaften. Philologisch-historische Klasse 1939, 18)
- Studien zur assyrischen Lexikographie. (4 vol.), Zeller, Osnabrück 1925–1940
- Babylonien und Assyrien. Winter, vol. 1 Heidelberg 1920, vol. 2 Heidelberg 1925
- Beiträge zum assyrischen Wörterbuch. (2 vol.), The University of Chicago Press, Chicago 1931 et 1932

## Source
- (de) Cet article est partiellement ou en totalité issu de l’article de Wikipédia en allemand intitulé « Bruno Meissner » (voir la liste des auteurs).